# Sussargues
Sussargues (en occitan Suçargues) est une commune française située dans le nord-est du département de l'Hérault, en région Occitanie.
Exposée à un climat méditerranéen, elle est drainée par le Bérange, le Valentibus et par divers autres petits cours d'eau. La commune possède un patrimoine naturel remarquable composé de deux zones naturelles d'intérêt écologique, faunistique et floristique.
Sussargues est une commune urbaine qui compte 2 817 habitants en 2022, après avoir connu une forte hausse de la population depuis 1962. Elle est ville-centre de l'agglomération de Sussargues et fait partie de l'aire d'attraction de Montpellier. Ses habitants sont appelés les Sussarguois et Sussarguoises.

## Géographie

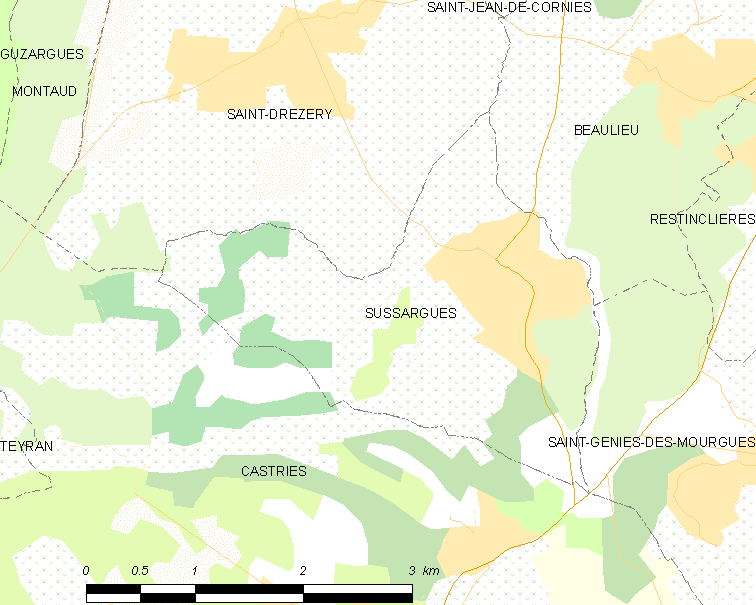
Carte

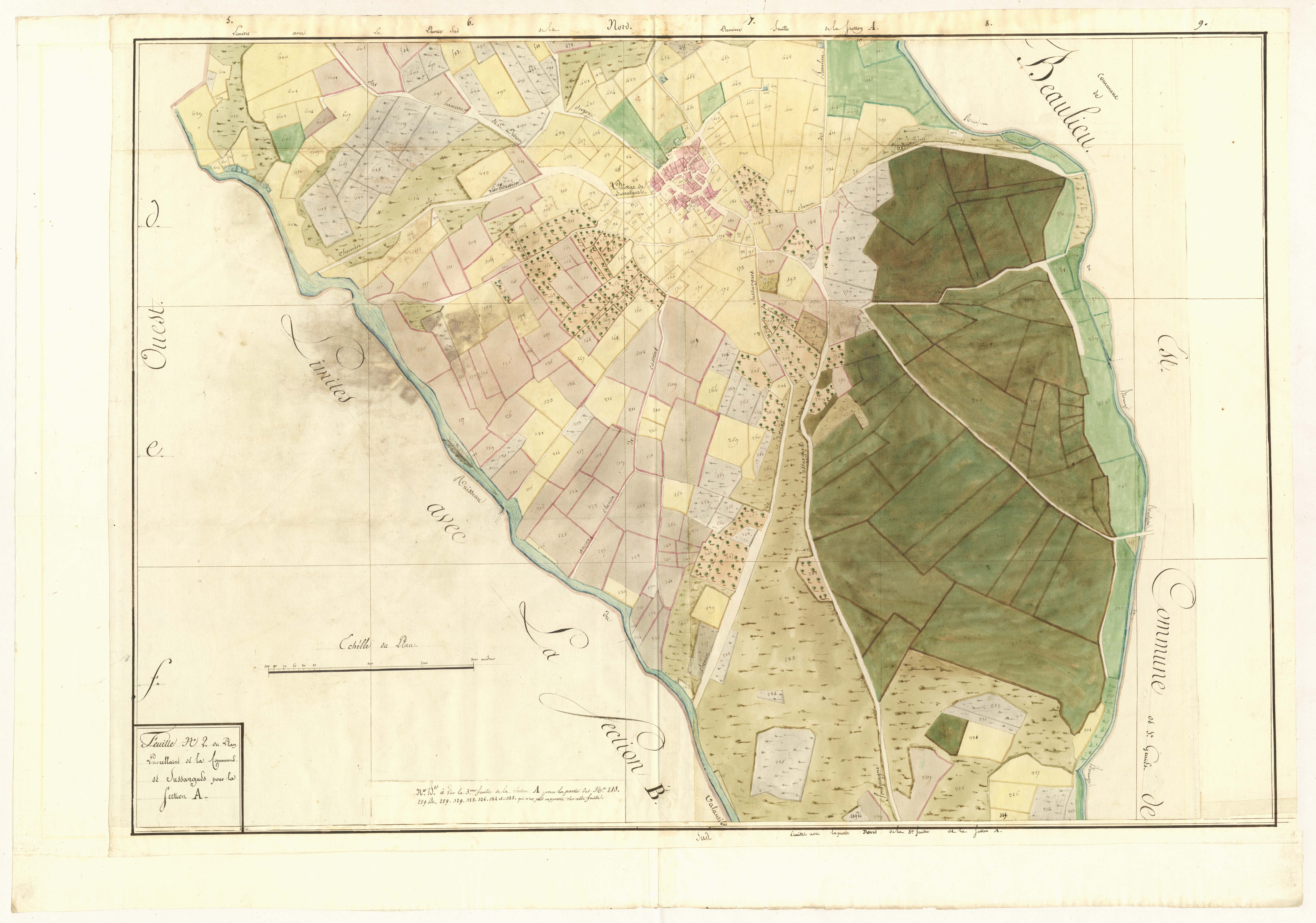
Plan cadastral de la section du Village, Le Plan, Les Bois et Mouticlergue (1808)

La commune de Sussargues est située dans l'arrière pays montpelliérain à une demi-heure de la Méditerranée et une heure des hauteurs cévenoles. Elle est la ville-centre d'une unité urbaine de l'aire urbaine de Montpellier.

### Hydrographie
La commune est arrosée par deux cours d'eau : le Bérange et le Valentibus.

### Géologie et relief
La superficie de la commune est de 648 hectares ; son altitude varie de 35  à   126 mètres.
Son paysage est légèrement vallonné de bois, de garrigues, de prés, de carrières et de vignes.

### Communes limitrophes
Elle est limitrophe de Castries au sud-ouest, Saint-Drézéry au nord-ouest, Beaulieu au nord-est, Saint-Geniès-des-Mourgues au sud-est.

### Voies de communication et transports
Elle est desservie via la route nationale 110 qui relie Montpellier à Sommières et par la D 120 qui la relie à Campagne.

### Climat
Pour des articles plus généraux, voir Climat de l'Occitanie et Climat de l'Hérault.
En 2010, le climat de la commune est de type climat méditerranéen franc, selon une étude s'appuyant sur une série de données couvrant la période 1971-2000. En 2020, Météo-France publie une typologie des climats de la France métropolitaine dans laquelle la commune est exposée à un climat méditerranéen et est dans la région climatique  Provence, Languedoc-Roussillon, caractérisée par une pluviométrie faible en été, un très bon ensoleillement (2 600 h/an), un été chaud (21,5 °C), un air très sec en été, sec en toutes saisons, des vents forts (fréquence de 40 à 50 % de vents > 5 m/s) et peu de brouillards.
Pour la période 1971-2000, la température annuelle moyenne est de 14,2 °C, avec une amplitude thermique annuelle de 16,8 °C. Le cumul annuel moyen de précipitations est de 762 mm, avec 5,9 jours de précipitations en janvier et 2,9 jours en juillet. Pour la période 1991-2020, la température moyenne annuelle observée sur la station météorologique la plus proche, située sur la commune de Entre-Vignes à 7 km à vol d'oiseau, est de 0,0 °C et le cumul annuel moyen de précipitations est de 0,0 mm,. Pour l'avenir, les paramètres climatiques de la commune estimés pour 2050 selon différents scénarios d'émission de gaz à effet de serre sont consultables sur un site dédié publié par Météo-France en novembre 2022.

### Milieux naturels et biodiversité

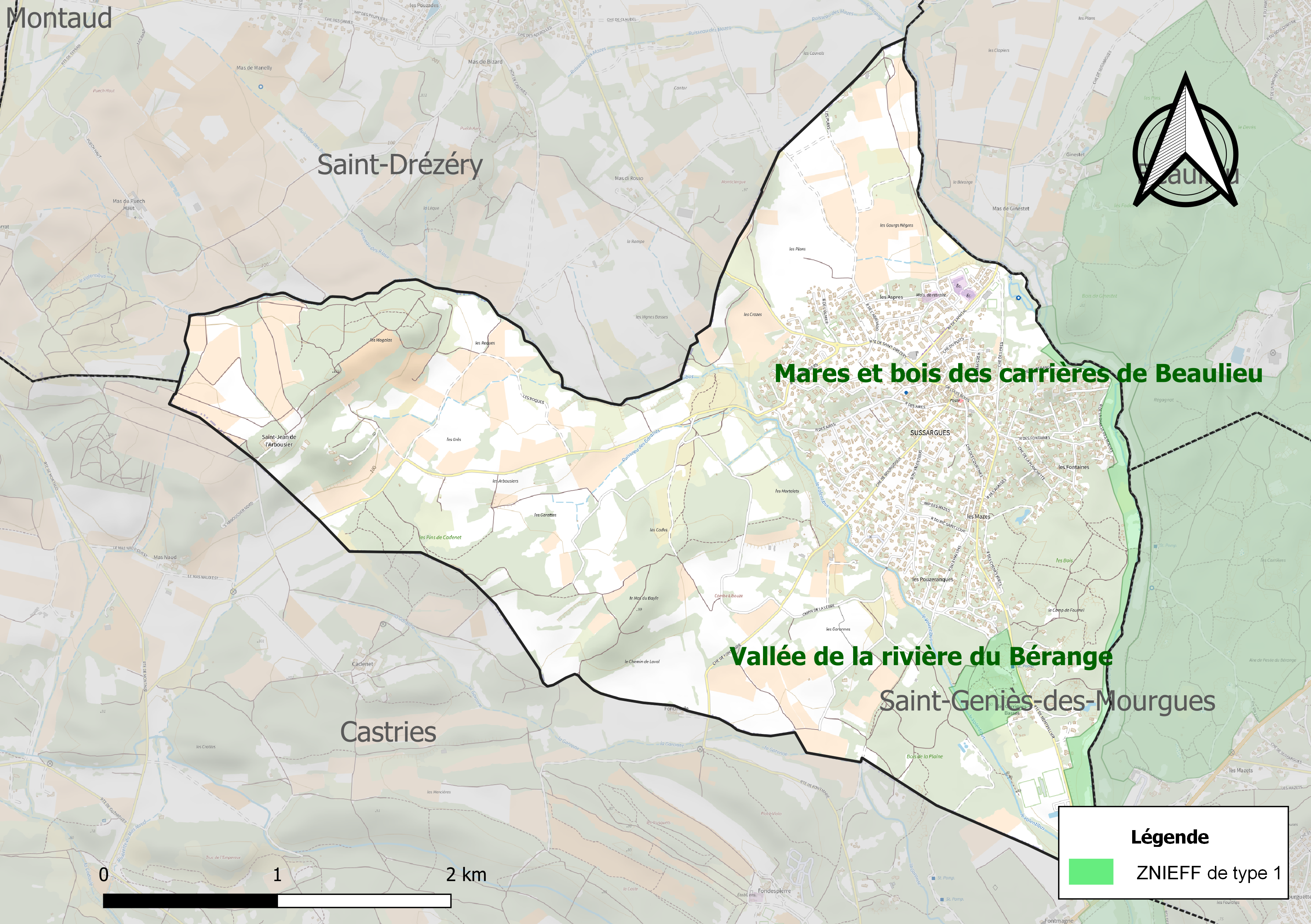
Carte des ZNIEFF de type 1 localisées sur la commune.

L’inventaire des zones naturelles d'intérêt écologique, faunistique et floristique (ZNIEFF) a pour objectif de réaliser une couverture des zones les plus intéressantes sur le plan écologique, essentiellement dans la perspective d’améliorer la connaissance du patrimoine naturel national et de fournir aux différents décideurs un outil d’aide à la prise en compte de l’environnement dans l’aménagement du territoire.
Deux ZNIEFF de type 1 sont recensées sur la commune :
les « garrigues Basses de Sussargues » (8 ha) et 
la « vallée de la rivière du Bérange » (99 ha), couvrant 4 communes du département.

## Urbanisme

### Typologie
Au 1er janvier 2024, Sussargues est catégorisée petite ville, selon la nouvelle grille communale de densité à sept niveaux définie par l'Insee en 2022.
Elle appartient à l'unité urbaine de Sussargues, une agglomération intra-départementale regroupant deux  communes, dont elle est ville-centre,,. Par ailleurs la commune fait partie de l'aire d'attraction de Montpellier, dont elle est une commune de la couronne,. Cette aire, qui regroupe 161 communes, est catégorisée dans les aires de 700 000 habitants ou plus (hors Paris),.

### Occupation des sols
L'occupation des sols de la commune, telle qu'elle ressort de la base de données européenne d’occupation biophysique des sols Corine Land Cover (CLC), est marquée par l'importance des territoires agricoles (56,7 % en 2018), en diminution par rapport à 1990 (58,4 %). La répartition détaillée en 2018 est la suivante : 
cultures permanentes (49,1 %), zones urbanisées (20,9 %), forêts (15,5 %), milieux à végétation arbustive et/ou herbacée (6,9 %), zones agricoles hétérogènes (4,1 %), prairies (3,5 %). L'évolution de l’occupation des sols de la commune et de ses infrastructures peut être observée sur les différentes représentations cartographiques du territoire : la carte de Cassini (XVIIIe siècle), la carte d'état-major (1820-1866) et les cartes ou photos aériennes de l'IGN pour la période actuelle (1950 à aujourd'hui).

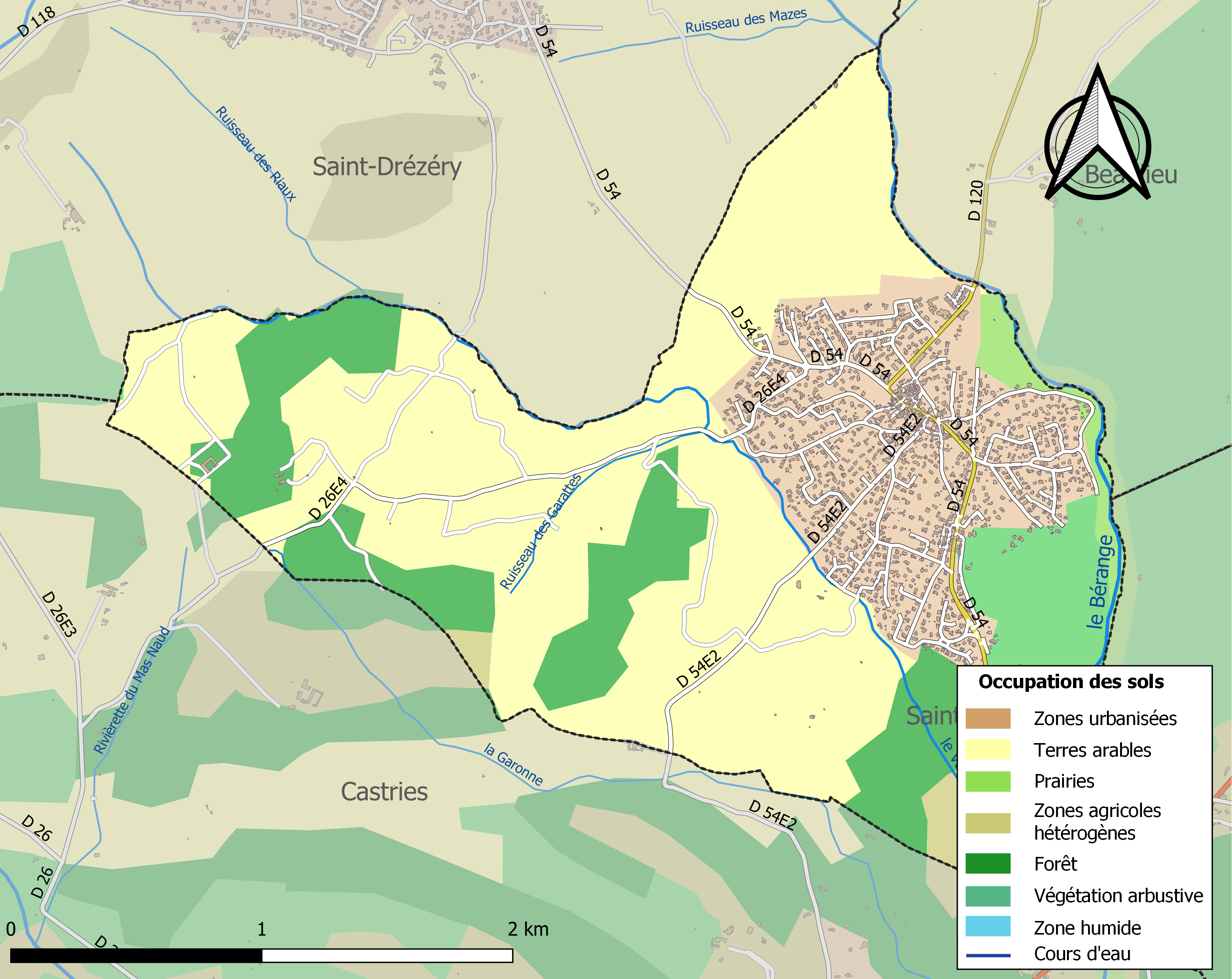
Carte des infrastructures et de l'occupation des sols de la commune en 2018 (CLC).

### Risques majeurs
Le territoire de la commune de Sussargues est vulnérable à différents aléas naturels : météorologiques (tempête, orage, neige, grand froid, canicule ou sécheresse), inondations, feux de forêts et séisme (sismicité faible). Un site publié par le BRGM permet d'évaluer simplement et rapidement les risques d'un bien localisé soit par son adresse soit par le numéro de sa parcelle.
Certaines parties du territoire communal sont susceptibles d’être affectées par le risque d’inondation par débordement de cours d'eau, notamment le Bérange. La commune a été reconnue en état de catastrophe naturelle au titre des dommages causés par les inondations et coulées de boue survenues en 1982, 1987, 2003, 2014 et 2015,.
Sussargues est exposée au risque de feu de forêt. Un plan départemental de protection des forêts contre les incendies (PDPFCI) a été approuvé en juin 2013 et court jusqu'en 2022, où il doit être renouvelé. Les mesures individuelles de prévention contre les incendies sont précisées par deux arrêtés préfectoraux et s’appliquent dans les zones exposées aux incendies de forêt et à moins de 200 mètres de celles-ci. L’arrêté du 25 avril 2002 réglemente l'emploi du feu en interdisant notamment d’apporter du feu, de fumer et de jeter des mégots de cigarette dans les espaces sensibles et sur les voies qui les traversent sous peine de sanctions. L'arrêté du 11 mars 2013 rend le débroussaillement obligatoire, incombant au propriétaire ou ayant droit,.

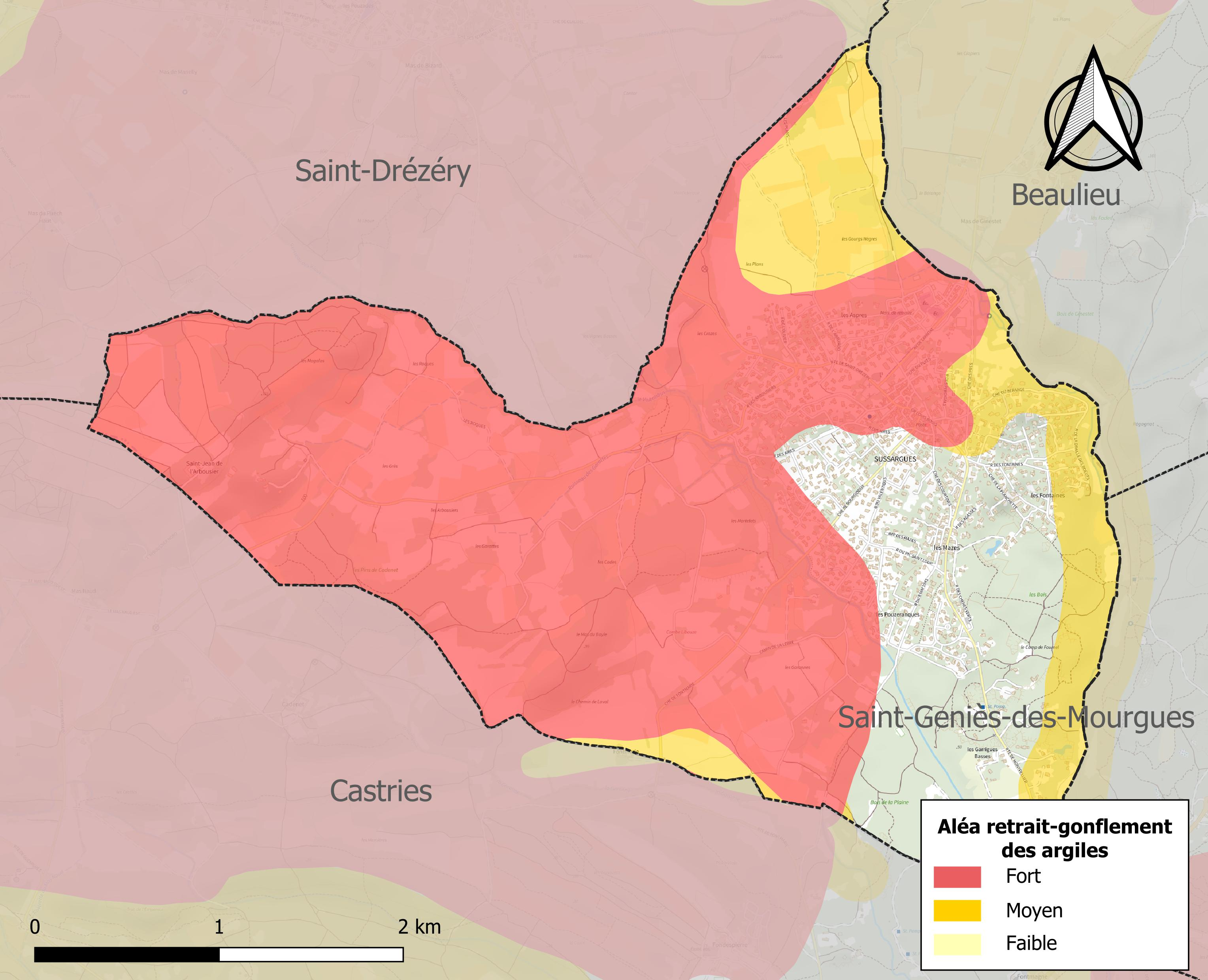
Carte des zones d'aléa retrait-gonflement des sols argileux de Sussargues.

Le retrait-gonflement des sols argileux est susceptible d'engendrer des dommages importants aux bâtiments en cas d’alternance de périodes de sécheresse et de pluie. 80 % de la superficie communale est en aléa moyen ou fort (59,3 % au niveau départemental et 48,5 % au niveau national). Sur les 1 006 bâtiments dénombrés sur la commune en 2019, 586 sont en aléa moyen ou fort, soit 58 %, à comparer aux 85 % au niveau départemental et 54 % au niveau national. Une cartographie de l'exposition du territoire national au retrait gonflement des sols argileux est disponible sur le site du BRGM,.
Par ailleurs, afin de mieux appréhender le risque d’affaissement de terrain, l'inventaire national des cavités souterraines permet de localiser celles situées sur la commune.

## Toponymie
Sussargues, comme de beaucoup de villages languedociens, tire son nom et son emplacement des villæ (domaines) créées par les Romains. Le nom de Sussargues serait issu du nom latin Surtius auquel on rajoute le suffixe anicis et signifierait : domaine appartenant à Surtius.
Les plus anciennes orthographes rencontrées sont les suivantes (d'après le dictionnaire topographique de Thomas) :
- Sorcianico, 1004 (cartulaire Gellone) ;
- Surcanico, 1011 ;
- Sussanicis, XIIe siècle (cartulaire Maguelone) ;
- Susargues, 1622 (Le Clerc. carte Dauph. Languedoc) ;
- Sussargues, 1626 (De Beins. carte Bas Languedoc).

La majorité des villages dont le nom se termine en « argues » sont situés de part et d'autre du Vidourle, sur une bande de vingt kilomètres de large environ.

## Histoire
La commune a été rattachée au canton de Castries le 4 juillet 1790.

## Politique et administration

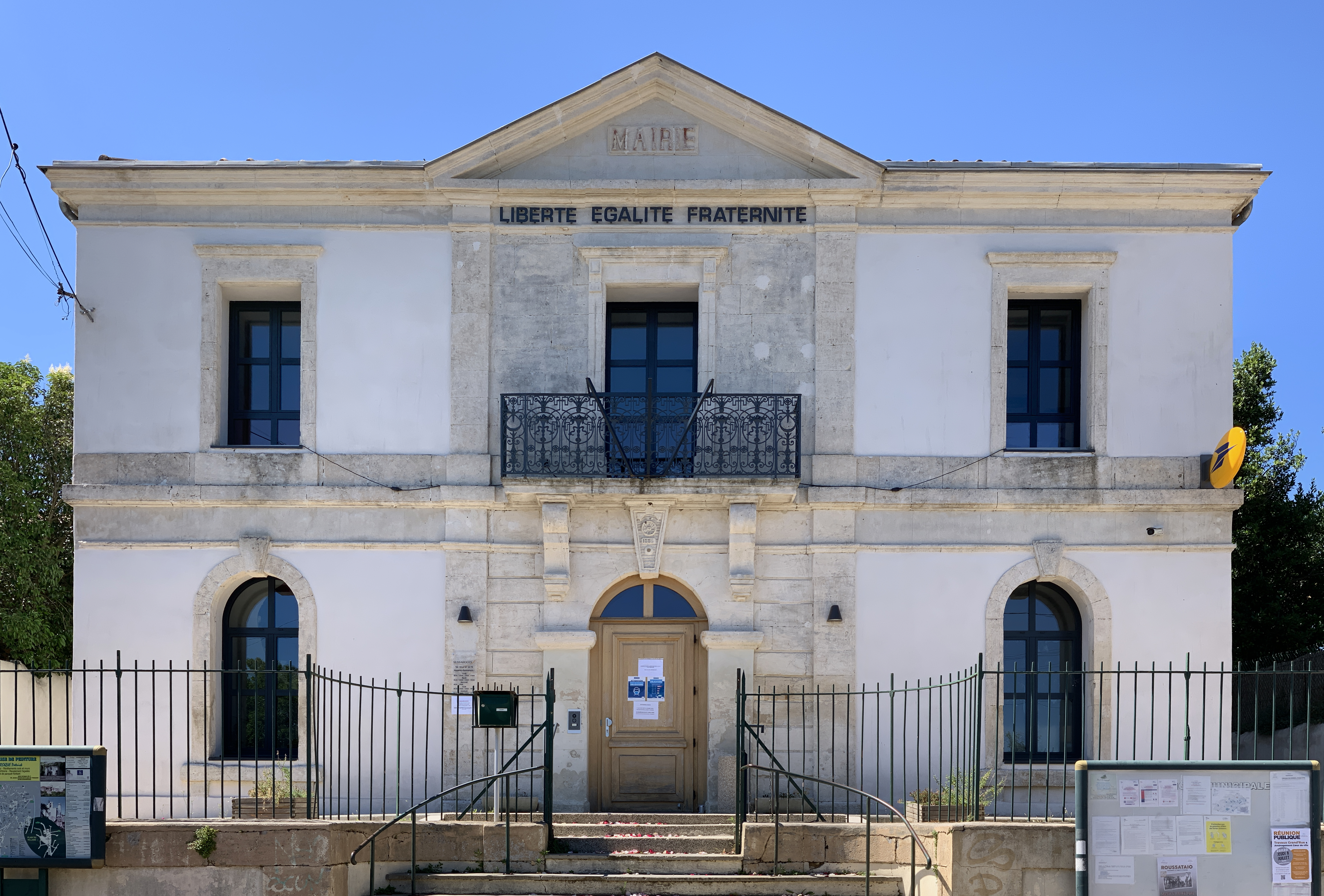
La mairie.

| Période       | Période       | Identité                  | Étiquette | Qualité                           |
| ------------- | ------------- | ------------------------- | --------- | --------------------------------- |
| mai 1790      | novembre 1792 | Ribeyrolles               |           |                                   |
| novembre 1792 | 1796          | Jean Gabriel Marioge      |           |                                   |
| 1799          | 1800          | Jacques Ricous            |           |                                   |
| 1800          | 1816          | Antoine Ramond            |           |                                   |
| 1816          | 1819          | Jean Ricome               |           |                                   |
| 1819          | 1820          | Paul Aubanel              |           |                                   |
| 1820          | 1827          | Philippe Marioge          |           |                                   |
| 1827          | 1832          | André Barrandon           |           |                                   |
| 1832          | janvier 1834  | Paul Coulomb              |           |                                   |
| janvier 1834  | juin 1834     | Antoine Majurel           |           |                                   |
| juin 1834     | 1835          | Pierre Ramond             |           |                                   |
| 1835          | 1843          | Laurent Ricome            |           |                                   |
| 1843          | 1852          | Jean Majurel              |           |                                   |
| 1852          | 1855          | Théodore Gilode           |           |                                   |
| 1855          | 1857          | Jean Majurel              |           |                                   |
| 1857          | 1862          | Théodore Gilode           |           |                                   |
| 1862          | juin 1870     | Laurent Jeanjean          |           |                                   |
| juin 1870     | 1874          | Jean Jacques Coulomb      |           |                                   |
| 1874          | 1876          | André Peyre               |           |                                   |
| 1876          | 1877          | Jean Jacques Coulomb      |           |                                   |
| 1877          | 1878          | André Peyre               |           |                                   |
| 1878          | 1881          | Jean Jacques Coulomb      |           |                                   |
| 1881          | 1884          | Emile Reboul              |           |                                   |
| 1884          | 1888          | Jean Jacques Coulomb      |           |                                   |
| 1888          | 1897          | Jean Jacques Coulomb fils |           | maître-carrier                    |
| 1897          | 1908          | Eugène Boulet             |           |                                   |
| 1908          | décembre 1909 | Léon Chauliac             |           |                                   |
| décembre 1909 | 1910          | Alfred Reboul             |           |                                   |
| 1910          | 1929          | Eugène Boulet             |           |                                   |
| 1929          | 1931          | Guillaume Callet          |           |                                   |
| 1931          | 1935          | Gratien Guibert           | Radical   |                                   |
| 1935          | 1944          | Clément Majurel           |           | viticulteur                       |
| 1944          | 1951          | Félix Crouzat             |           |                                   |
| 1951          | 1965          | Michel Ricome             |           | Viticulteur                       |
| 1965          | 1971          | Léon Bassier              |           |                                   |
| 1971          | mars 1983     | Louis Bouis               |           | viticulteur                       |
| mars 1983     | mars 2014     | Alain Barrandon           | PS        | retraité de l'Éducation Nationale |
| mars 2014     | En cours      | Eliane Lloret             | DVG       | Attachée territoriale             |

### Jumelage
- Lahntal (Allemagne) depuis le 6 avril 1986[19]

## Démographie
L'évolution du nombre d'habitants est connue à travers les recensements de la population effectués dans la commune depuis 1793. Pour les communes de moins de 10 000 habitants, une enquête de recensement portant sur toute la population est réalisée tous les cinq ans, les populations de référence des années intermédiaires étant quant à elles estimées par interpolation ou extrapolation. Pour la commune, le premier recensement exhaustif entrant dans le cadre du nouveau dispositif a été réalisé en 2004.

En 2022, la commune comptait 2 817 habitants, en évolution de +3,38 % par rapport à 2016 (Hérault : +7,49 %, France hors Mayotte : +2,11 %).
| 1793 | 1800 | 1806 | 1821 | 1831 | 1836 | 1841 | 1846 | 1851 |
| ---- | ---- | ---- | ---- | ---- | ---- | ---- | ---- | ---- |
| 165  | 135  | 172  | 148  | 176  | 183  | 194  | 262  | 271  |

| 1856 | 1861 | 1866 | 1872 | 1876 | 1881 | 1886 | 1891 | 1896 |
| ---- | ---- | ---- | ---- | ---- | ---- | ---- | ---- | ---- |
| 299  | 296  | 329  | 323  | 336  | 302  | 319  | 406  | 419  |

| 1901 | 1906 | 1911 | 1921 | 1926 | 1931 | 1936 | 1946 | 1954 |
| ---- | ---- | ---- | ---- | ---- | ---- | ---- | ---- | ---- |
| 412  | 418  | 423  | 446  | 338  | 338  | 317  | 230  | 245  |

| 1962 | 1968 | 1975 | 1982  | 1990  | 1999  | 2004  | 2006  | 2009  |
| ---- | ---- | ---- | ----- | ----- | ----- | ----- | ----- | ----- |
| 254  | 284  | 577  | 1 060 | 1 718 | 2 125 | 2 289 | 2 283 | 2 496 |

| 2014  | 2019  | 2022  | - | - | - | - | - | - |
| ----- | ----- | ----- | - | - | - | - | - | - |
| 2 649 | 2 802 | 2 817 | - | - | - | - | - | - |

## Activités économiques
- Viticulture ;
- Commerces.

## Activités culturelles
Des manifestations d'envergure ont lieu régulièrement sur la commune (ex : le Festival Radio France Occitanie Montpellier).
Sussargues organise en mai son "Printemps des artistes" qui expose des créateurs locaux puis, à la mi-juin, sa fête votive. Début juillet, le festival "Les Arts des Vignes" propose une programmation de concerts et de spectacles vivants, en plein air dans les carrières de la Font d'Armand, avec des cuisines de rue et des dégustations de vins locaux. Au mois d'août, l'opération « Cinéma sous les étoiles" offre une projection gratuite d'un film familial dans les carrières. Pour la rentrée scolaire, les associations de Sussargues organisent la "Bodega des associations". En octobre, Sussargues reçoit "Les Internationales de la Guitare" avec un concert en soirée et un spectacle pour les enfants des écoles.

## Économie

### Revenus
En 2018, la commune compte 1 112 ménages fiscaux, regroupant 2 876 personnes. La médiane du revenu disponible par unité de consommation est de 25 780 € (20 330 € dans le département). 64 % des ménages fiscaux sont imposés (45,8 % dans le département).

### Emploi
|                | 2008   | 2013   | 2018 |
| -------------- | ------ | ------ | ---- |
| Commune        | 7,6 %  | 9,5 %  | 8 %  |
| Département    | 10,1 % | 11,9 % | 12 % |
| France entière | 8,3 %  | 10 %   | 10 % |

En 2018, la population âgée de 15 à 64 ans s'élève à 1 698 personnes, parmi lesquelles on compte 77,5 % d'actifs (69,5 % ayant un emploi et 8 % de chômeurs) et 22,5 % d'inactifs,. Depuis 2008, le taux de chômage communal (au sens du recensement) des 15-64 ans est inférieur à celui de la France et du département.
La commune fait partie de la couronne de l'aire d'attraction de Montpellier, du fait qu'au moins 15 % des actifs travaillent dans le pôle,. Elle compte 259 emplois en 2018, contre 247 en 2013 et 244 en 2008. Le nombre d'actifs ayant un emploi résidant dans la commune est de 1 192, soit un indicateur de concentration d'emploi de 21,7 % et un taux d'activité parmi les 15 ans ou plus de 59,4 %.
Sur ces 1 192 actifs de 15 ans ou plus ayant un emploi, 170 travaillent dans la commune, soit 14 % des habitants. Pour se rendre au travail, 86,5 % des habitants utilisent un véhicule personnel ou de fonction à quatre roues, 3,6 % les transports en commun, 5,2 % s'y rendent en deux-roues, à vélo ou à pied et 4,7 % n'ont pas besoin de transport (travail au domicile).

### Activités hors agriculture

#### Secteurs d'activités
228 établissements sont implantés  à Sussargues au 31 décembre 2019. Le tableau ci-dessous en détaille le nombre par secteur d'activité et compare les ratios avec ceux du département,.
| Secteur d'activité                                                                                        | Commune | Commune | Département |
| Secteur d'activité                                                                                        | Nombre  | %       | %           |
| --- | ------- | ------- | ----------- |
| Ensemble                                                                                                  | 228     | 100 %   | (100 %)     |
| Industrie manufacturière, industries extractives et autres                                                | 11      | 4,8 %   | (6,7 %)     |
| Construction                                                                                              | 53      | 23,2 %  | (14,1 %)    |
| Commerce de gros et de détail, transports, hébergement et restauration                                    | 44      | 19,3 %  | (28 %)      |
| Information et communication                                                                              | 12      | 5,3 %   | (3,3 %)     |
| Activités financières et d'assurance                                                                      | 3       | 1,3 %   | (3,2 %)     |
| Activités immobilières                                                                                    | 15      | 6,6 %   | (5,3 %)     |
| Activités spécialisées, scientifiques et techniques et activités de services administratifs et de soutien | 43      | 18,9 %  | (17,1 %)    |
| Administration publique, enseignement, santé humaine et action sociale                                    | 33      | 14,5 %  | (14,2 %)    |
| Autres activités de services                                                                              | 14      | 6,1 %   | (8,1 %)     |

Le secteur de la construction est prépondérant sur la commune puisqu'il représente 23,2 % du nombre total d'établissements de la commune (53 sur les 228 entreprises implantées  à Sussargues), contre 14,1 % au niveau départemental.

#### Entreprises et commerces
Les cinq entreprises ayant leur siège social sur le territoire communal qui génèrent le plus de chiffre d'affaires en 2020 sont : 
- First Immobilier, agences immobilières (380 k€) ;
- Construction Batiment Renovation - CBR, travaux de maçonnerie générale et gros œuvre de bâtiment (276 k€) ;
- Alkasa, activités des marchands de biens immobiliers (260 k€) ;
- Artisan Menuisier Concept - AMC, travaux de menuiserie bois et PVC (260 k€) ;
- Holding Lucien Guy, activités des sièges sociaux (216 k€).

### Agriculture
|               | 1988 | 2000 | 2010 | 2020 |
| ------------- | ---- | ---- | ---- | ---- |
| Exploitations | 25   | 14   | 17   | 7    |
| SAU (ha)      | 196  | 172  | 251  | 230  |

La commune est dans le « Soubergues », une petite région agricole occupant le nord-est du département de l'Hérault. En 2020, l'orientation technico-économique de l'agriculture  sur la commune est la viticulture. Sept exploitations agricoles ayant leur siège dans la commune sont dénombrées lors du recensement agricole de 2020 (25 en 1988). La superficie agricole utilisée est de 230 ha,,.

## Culture locale et patrimoine

### Lieux et monuments
- L'église Saint-Martin de Sussargues est mentionnée en 1011. L'édifice a été inscrit au titre des monuments historiques en 1977[28]. Une de ses cloches, datant de 1737 et classée monument historique, a été réalisée par la maître fondeur Jean Poutingon.
De la première église romane, seul le mur sud avec son décor de colonnes et séparé par des bandeaux à damier est encore en place. L'édifice est classé aux Monuments Historiques, il n'a pas d'abside et offre un aspect insolite avec son plan rectangulaire et ses 4 épées contrefort d'angle qui cantonne le chevet plat et la façade. L'église a été remaniée au 19e siècle, le porche d'entrée d'origine se situe sur la façade nord, une petite porte étroite percée tardivement se trouve sur la façade ouest, en 1845 un campanile simple a été ajouté sur la moitié de la façade, et en 1889 cette tour a été équipée d'une horloge.
- De remarquables carrières de pierre, où l'extraction manuelle a été pratiquée jusqu'au milieu du XXe siècle. Elles ont produit un calcaire coquiller tendre, jaune clair, utilisé dans de nombreux bâtiments de Montpellier ;
- La carrière dite de La Font d'Armand a été aménagée comme lieu de spectacles de plein air.

### Personnalités liées à la commune
- Olivier Arnaud - raseteur[réf. nécessaire] ;
- Nicolas Jeanjean - rugbyman.

## Vues aériennes

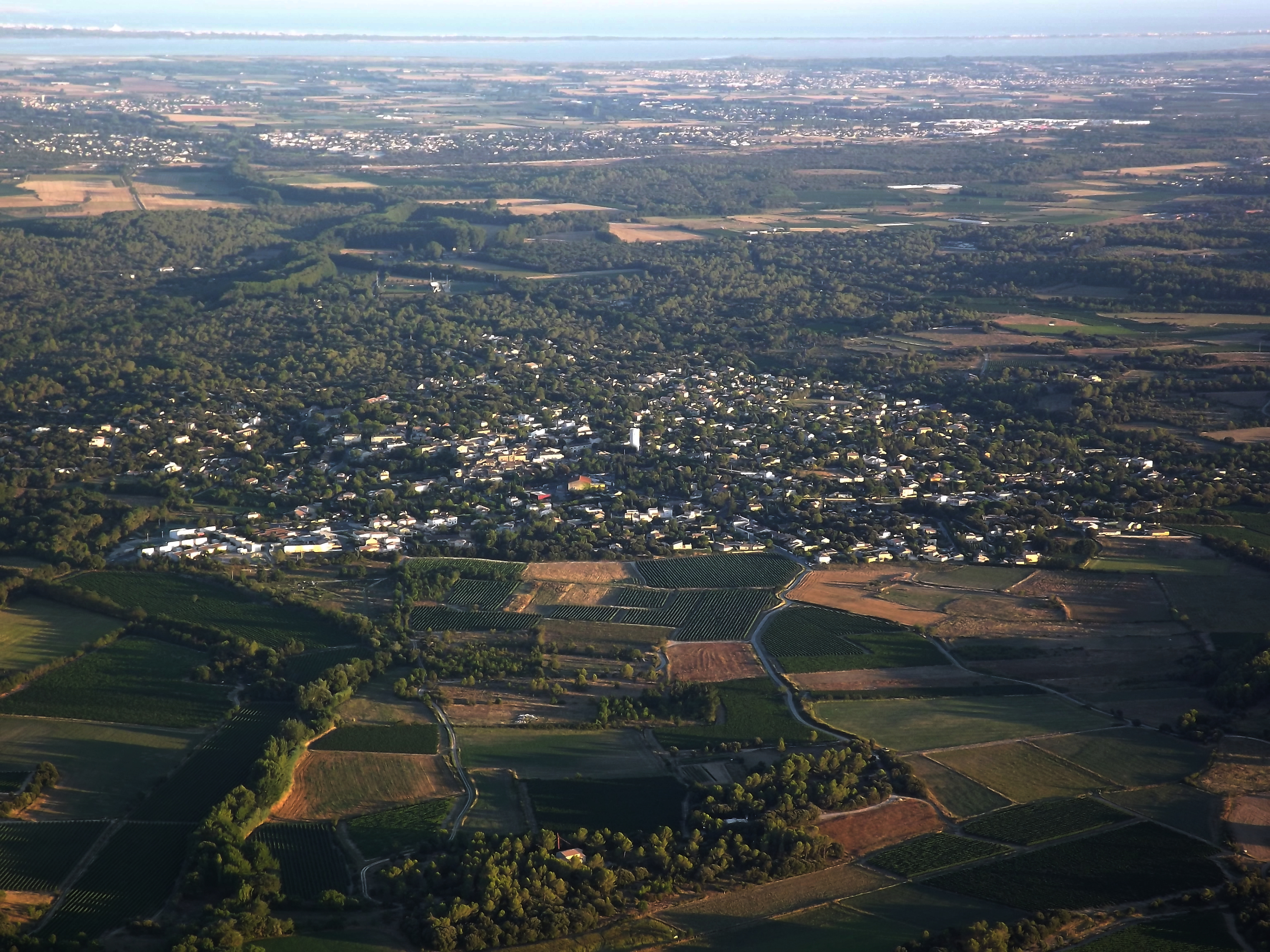
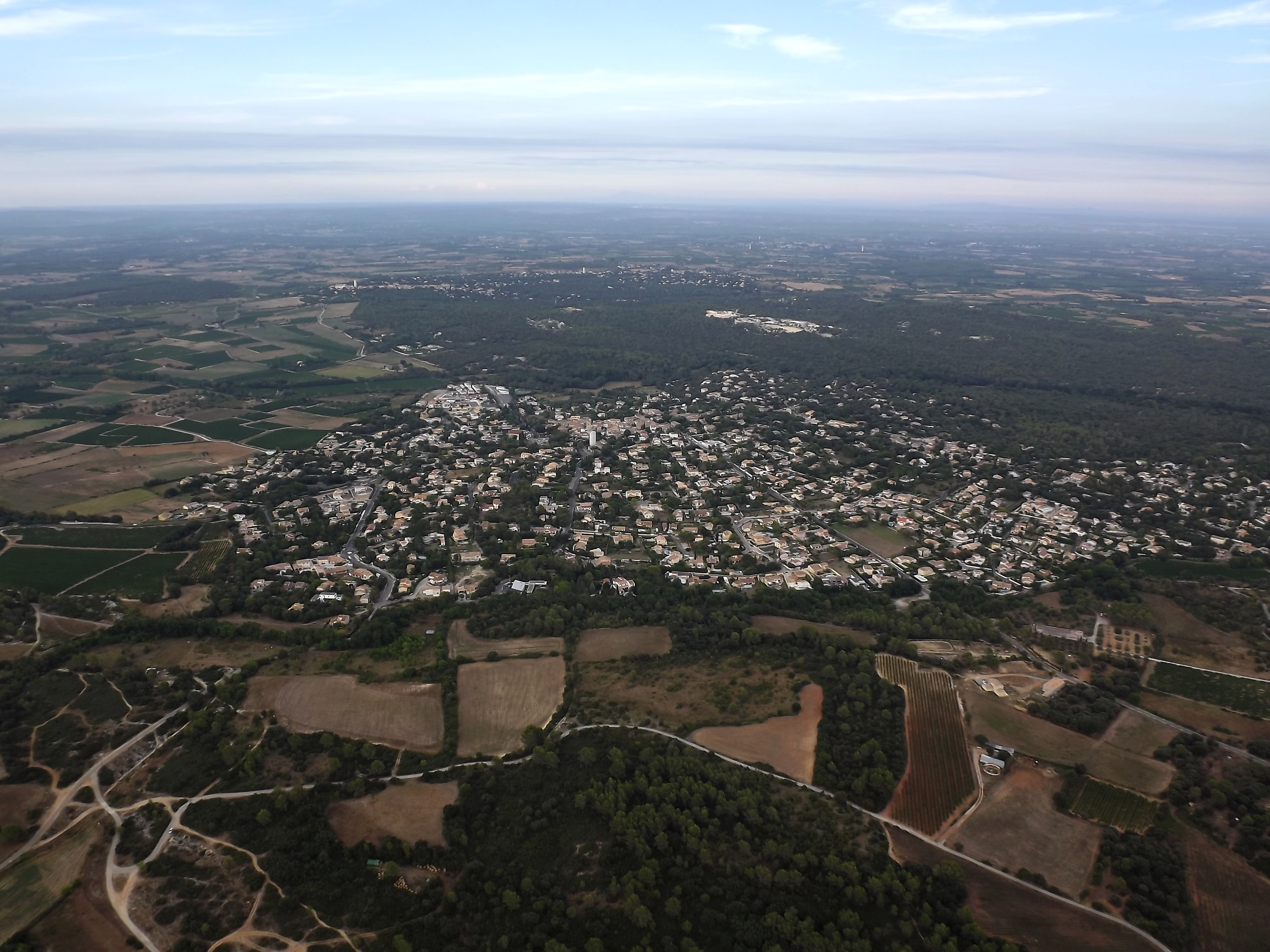
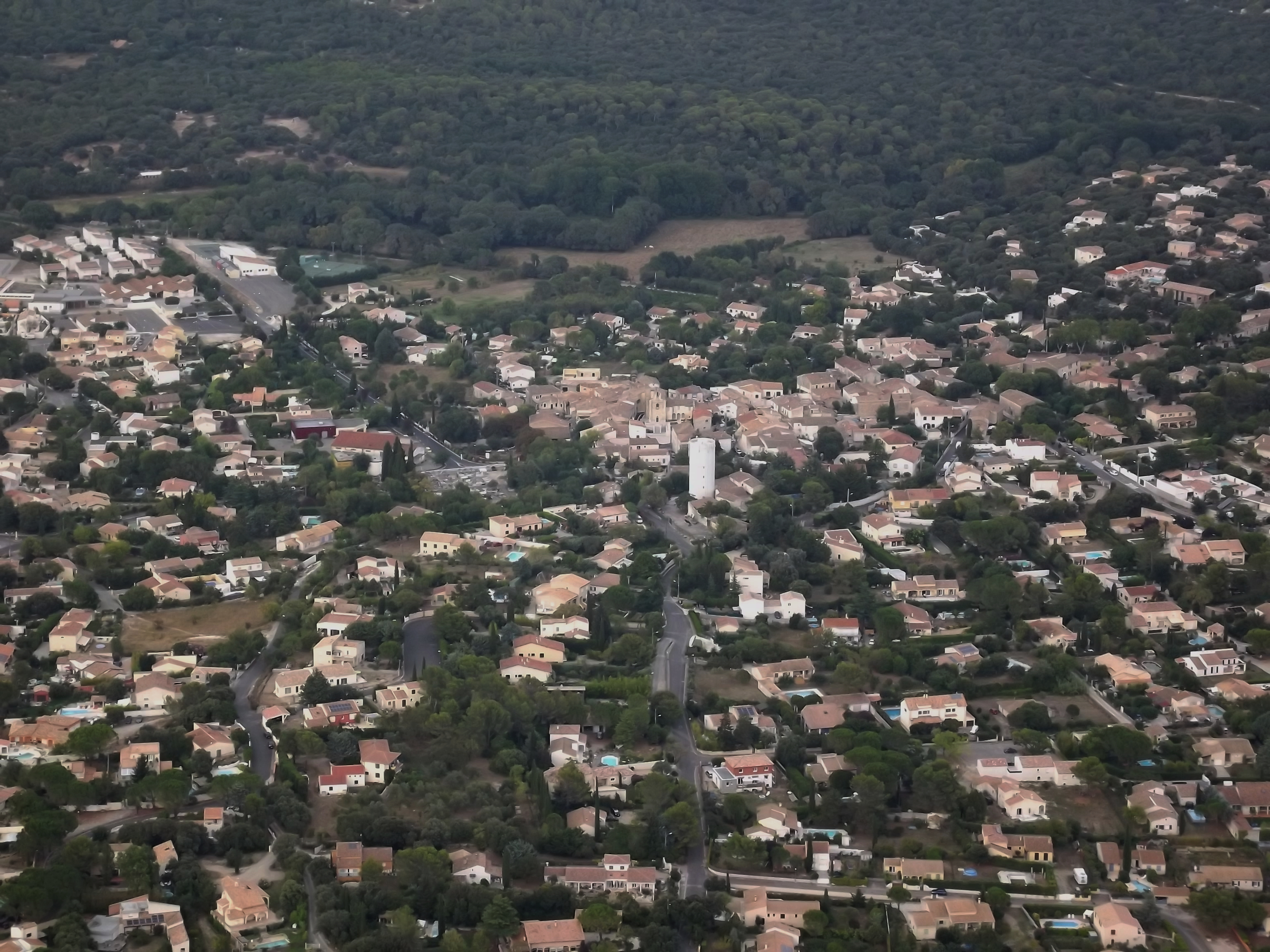

### Héraldique
| Blason de Sussargues | Les armes de Sussargues se blasonnent : « d'azur à un saint Martin à cheval donnant la moitié de son manteau à un pauvre, le tout d'or ». |